# سیمین بلورچی واقفی
سیمین‌دخت بلورچی واقفی (متولد ۱۳۱۴) پژوهشگر ایرانی و متخصص تغذیه و استاد بازنشستهٔ دانشگاه فلوریدای شمالی است.

## تحصیلات
او در سال ۱۹۶۷ از دورهٔ دکتری در دانشگاه ایالتی میشیگان فارغ‌التحصیل شد.

## جوایز
بلورچی به‌همراه ناهید حاجیان برای نگارش کتاب راهنمای رژیم‌های غذایی در سال ۱۳۵۲ برندهٔ جایزه سلطنتی کتاب سال شد.

## آثار
- دانش تغذیه، سیمین بلورچی (واقفی)، ناشر: مدرسه عالی دختران ایران ۱۳۵۱
- راهنمای رژیم‌های غذایی، ناهید (ایرانفر) حاجیان و سیمین‌دخت بلورچی (واقفی)، ناشر: کتاب‌های جیبی ۱۳۵۲